# Thomas Cavendish

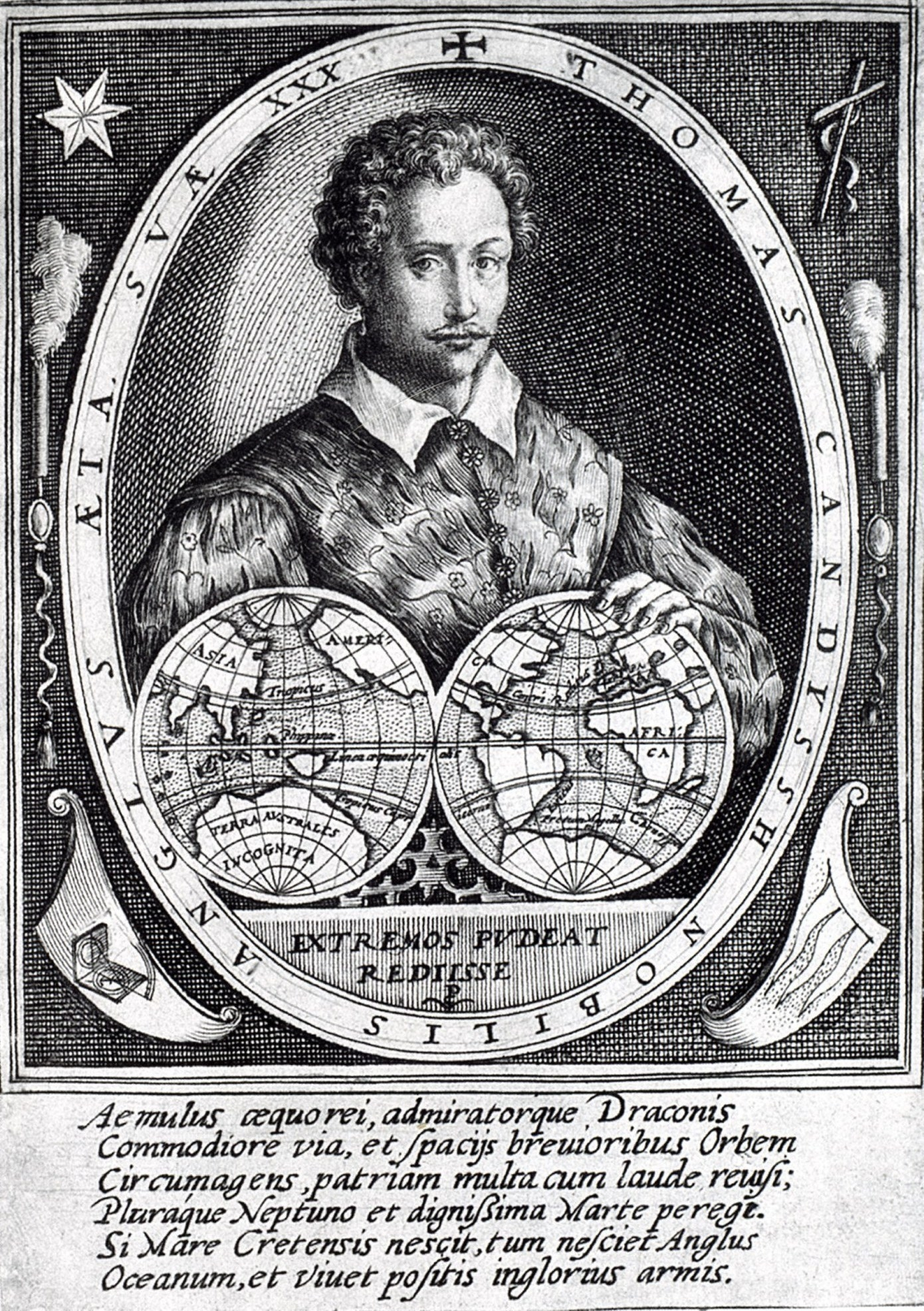
Thomas Cavendish

Sir Thomas Cavendish (of Candish) (19 september 1560 – Atlantische Oceaan, mei 1592) staat bekend als de Navigator omdat hij als eerste met een vooraf gepland doel de wereld rondreisde. Voorgaande wereldreizigers, zoals Ferdinand Magellaan en Francis Drake deden dat per toeval. Zijn eerste wereldreis maakte hem gefortuneerd door de verovering van een Spaans schip met goud, maar hij stierf op 31-jarige leeftijd op zee, tijdens een tweede poging om de wereld rond te varen.

## Biografie
Cavendish werd in 1560 geboren in Trimley St. Martin nabij Ipswich. Op 15-jarige leeftijd begon hij zijn studie aan het Corpus Christi College van de Universiteit van Cambridge, maar na twee jaar vertrok hij zonder een graad te behalen. In 1584 was hij parlementslid voor Shaftesbury, Dorset. In 1585 zeilde hij met sir Richard Grenville naar Virginia. In 1586 was hij parlementslid voor Wilton. Cavendish zeilde om de wereld van 1586 tot 1588. Bij terugkomst werd hij door Elizabeth I geridderd. Hij begon in 1591 aan een tweede reis rond de wereld, maar stierf in 1592 in de Zuid-Atlantische Oceaan.